# Чемпионат мира по водным видам спорта 1986
Чемпионат мира по водным видам спорта 1986 года — V чемпионат мира по водным видам спорта прошел в Мадриде (Испания) с 13 по 23 августа.

## Таблица медалей
| Место | Государство    | Золото | Серебро | Бронза | Всего |
| ----- | -------------- | ------ | ------- | ------ | ----- |
| 1     | ГДР            | 14     | 11      | 4      | 29    |
| 2     | США            | 9      | 10      | 13     | 32    |
| 3     | Канада         | 4      | 2       | 2      | 8     |
| 4     | ФРГ            | 4      | 2       | 1      | 7     |
| 5     | Венгрия        | 3      | 0       | 0      | 3     |
| 6     | Китай          | 2      | 4       | 1      | 7     |
| 7     | СССР           | 2      | 3       | 7      | 12    |
| 8     | Румыния        | 1      | 0       | 1      | 2     |
| 9     | Австралия      | 1      | 0       | 0      | 1     |
| 9     | Югославия      | 1      | 0       | 0      | 1     |
| 11    | Италия         | 0      | 3       | 0      | 3     |
| 12    | Нидерланды     | 0      | 1       | 4      | 5     |
| 13    | Великобритания | 0      | 1       | 2      | 3     |
| 14    | Болгария       | 0      | 1       | 1      | 2     |
| 14    | Франция        | 0      | 1       | 1      | 2     |
| 14    | Швейцария      | 0      | 1       | 1      | 2     |
| 17    | Новая Зеландия | 0      | 1       | 0      | 1     |
| 18    | Япония         | 0      | 0       | 2      | 2     |
| 19    | Дания          | 0      | 0       | 1      | 1     |
| Итого | Итого          | 41     | 41      | 41     | 123   |

## Плавание

### Мужчины
| Дистанция               | Золото                                                                            | Серебро                                                                                   | Бронза                                                                                  |
| ----------------------- | --------------------------------------------------------------------------------- | ----------------------------------------------------------------------------------------- | --------------------------------------------------------------------------------------- |
| 50 м в/с                | Том Джегер · США · 22,49                                                          | Дано Хэлсолл · Швейцария · 22,80                                                          | Мэтт Бионди · США · 22,85                                                               |
| 100 м в/с               | Мэтт Бионди · США · 48,94CR                                                       | Стефан Карон · Франция · 49,73                                                            | Том Джегер · США · 49,79                                                                |
| 200 м в/с               | Михаэль Гросс ФРГ 1.47,92CR                                                       | Свен Лодзиевски · ГДР · 1.49,12                                                           | Мэтт Бионди · США · 1.49,43                                                             |
| 400 м в/с               | Райнер Хенкель ФРГ 3.50,05CR                                                      | Уве Дасслер · ГДР · 3.51,26                                                               | Даниэль Йоргенсен · США · 3.51,33                                                       |
| 1500 м в/с              | Райнер Хенкель ФРГ 15.05,31                                                       | Стефано Баттистели · Италия · 15.14,80                                                    | Даниэль Йоргенсен · США · 15.16,23                                                      |
| 100 м спина             | Игорь Полянский · СССР · 55,58CR                                                  | Дирк Рихтер · ГДР · 56,49                                                                 | Сергей Заболотнов · СССР · 56,57                                                        |
| 200 м спина             | Игорь Полянский · СССР · 1.58,78CR                                                | Франк Балтруш · ГДР · 2.01,11                                                             | Франк Хоффмайстер ФРГ 2.02,42                                                           |
| 100 м брасс             | Виктор Дэвис · Канада · 1.02,71CR                                                 | Джанни Минервини · Италия · 1.03,00                                                       | Дмитрий Волков · СССР · 1.03,30                                                         |
| 200 м брасс             | Йозеф Сабо · Венгрия · 2.14,27CR                                                  | Виктор Дэвис · Канада · 2.14,93                                                           | Стив Бентли · США · 2.16,51                                                             |
| 100 м баттерфляй        | Пабло Моралес · США · 53,54CR                                                     | Мэтт Бионди · США · 53,67                                                                 | Энди Джеймсон · Великобритания · 53,81                                                  |
| 200 м баттерфляй        | Михаэль Гросс ФРГ 1.56,53CR                                                       | Антони Моссе · Новая Зеландия · 1.58,36                                                   | Бенни Нильсен · Дания · 1.59,09                                                         |
| 200 м комплекс          | Тамаш Дарньи · Венгрия · 2.01,57CR                                                | Алекс Бауманн · Канада · 2.02,34                                                          | Вадим Ярощук · СССР · 2.02,61                                                           |
| 400 м комплекс          | Тамаш Дарньи · Венгрия · 4.18,98CR                                                | Вадим Ярощук · СССР · 4.22,03                                                             | Алекс Бауманн · Канада · 4.22,58                                                        |
| 4×100 м в/с             | США · Том Джегер · Майкл Хиз · Пол Уоллэс · Мэтт Бионди · 3.19,89                 | СССР · Геннадий Пригода · Николай Евсеев · Сергей Смирягин · Алексей Марковский · 3.21,14 | ГДР · Дирк Рихтер · Йорг Войте · Свен Лодзиевски · Штеффен Зеснер · 3.21,47             |
| 4×200 м в/с             | ГДР · Ларс Хиннебург · Томас Флемминг · Дирк Рихтер · Свен Лодзиевски · 7.15,91CR | ФРГ Райнер Хенкель Михаэль Гросс Александр Шовтка Томас Фарнер 7.15,96                    | США · Эрик Бойер · Майкл Хиз · Даниэль Йоргенсен · Мэтт Бионди · 7.18,29                |
| 4×100 м комбинированная | США · Дэн Витч · Дэвид Лундберг · Пабло Моралес · Мэтт Бионди · 3.41,25           | ФРГ Франк Хоффмайстер Берт Гобель Михаэль Гросс Андре Шадт 3.42,26                        | СССР · Игорь Полянский · Дмитрий Волков · Алексей Марковский · Николай Евсеев · 3.42,63 |

### Женщины
| Дистанция               | Золото                                                                                  | Серебро                                                                      | Бронза                                                                                                |
| ----------------------- | --------------------------------------------------------------------------------------- | ---------------------------------------------------------------------------- | --- |
| 50 м в/с                | Тамара Костаче Румыния 25,28WR                                                          | Кристин Отто · ГДР · 25,50                                                   | Мари-Тереза Арментеро · Швейцария · 25,93                                                             |
| 100 м в/с               | Кристин Отто · ГДР · 55,05 CR                                                           | Дженна Джонсон · США · 55,70                                                 | Конни ван Бентум · Нидерланды · 55,79                                                                 |
| 200 м в/с               | Хайке Фридрих · ГДР · 1.58,26 CR                                                        | Мануэла Штеллмах · ГДР · 1.58,90                                             | Мэри Т. Мигер · США · 2.00,14                                                                         |
| 400 м в/с               | Хайке Фридрих · ГДР · 4.07,45                                                           | Астрид Штраус · ГДР · 4.09,16                                                | Сара Хардкастл · Великобритания · 4.09,85                                                             |
| 800 м в/с               | Астрид Штраус · ГДР · 8.28,24                                                           | Катя Хартманн · Великобритания · 8.28,44                                     | Дебби Бабашофф · США · 8.34,04                                                                        |
| 100 м спина             | Бетси Митчелл · США · 1.01,74                                                           | Катрин Циммерманн · ГДР · 1.02,17                                            | Наталья Шибаева · СССР · 1.02,25                                                                      |
| 200 м спина             | Корнелия Зирк · ГДР · 2.11,37                                                           | Бетси Митчелл · США · 2.11,39                                                | Катрин Циммерманн · ГДР · 2.11,45                                                                     |
| 100 м брасс             | Сильвия Гераш · ГДР · 1.08,11 WR                                                        | Силке Хорнер · ГДР · 1.08,41                                                 | Таня Богомилова Болгария 1.08,52                                                                      |
| 200 м брасс             | Силке Хорнер · ГДР · 2.27,40 WR                                                         | Таня Богомилова Болгария 2.27,66                                             | Эллисон Хигсон · Канада · 2.31,34                                                                     |
| 100 м баттерфляй        | Корнелия Гресслер · ГДР · 59,51                                                         | Кристин Отто · ГДР · 59,66                                                   | Мэри Т. Мигер · США · 59,98                                                                           |
| 200 м баттерфляй        | Мэри Т. Мигер · США · 2.08,41 CR                                                        | Корнелия Гресслер · ГДР · 2.10,66                                            | Бирте Вейганг · ГДР · 2.10,68                                                                         |
| 200 м комплекс          | Кристин Отто · ГДР · 2.15,56                                                            | Елена Дендеберова · СССР · 2.15,84                                           | Катлин Норд · ГДР · 2.16,05                                                                           |
| 400 м комплекс          | Катлин Норд · ГДР · 4.43,75                                                             | Мишель Григлайон · США · 4.44,07                                             | Ноэми Лунг Румыния 4.45,44                                                                            |
| 4×100 м в/с             | ГДР · Кристин Отто · Мануэла Штеллмах · Сабине Шульце · Хайке Фридрих · 3.40,57 WR      | США · Дженна Джонсон · Дара Торрес · Мэри Т. Мигер · Бетси Митчелл · 3.44,04 | Нидерланды · Конни ван Бентум · Лаура Лейдеритц · Карин Бриенессе · Аннемари Верстаппен · 3.46,89     |
| 4×200 м в/с             | ГДР · Мануэла Штеллмах · Астрид Штраус · Надя Бергкнехт · Хайке Фридрих · 7.59,33 WR    | США · Бетси Митчелл · Мэри Т. Мигер · Ким Браун · Мэри Уэйти · 8.02,12       | Нидерланды · Аннемари Верстаппен · Йоланда ван де Меер · Марианне Муис · Конни ван Бентум · 8.09,59   |
| 4×100 м комбинированная | ГДР · Катрин Циммерманн · Сильвия Гераш · Корнелия Гресслер · Кристин Отто · 4.04,82 CR | США · Бетси Митчелл · Дженни Хау · Мэри Т. Мигер · Дженна Джонсон · 4.07,75  | Нидерланды · Йоланда де Ровер · Петра ван Ставерен · Конни ван Бентум · Аннемари Верстаппен · 4.10,70 |

```
WR
 - рекорд мира; 
CR
- рекорд чемпионатов мира
```

## Синхронное плавание
| Дисциплина | Золото                                             | Серебро                                          | Бронза                                        |
| Соло       | Каролин Вальдо · Канада · 200,033                  | Сара Джозефсон · США · 194,967                   | Мюриель Эрмин · Франция · 188,250             |
| Дуэт       | Мишель Камерон · Каролин Вальдо · Канада · 196,267 | Карен Джозефсон · Сара Джозефсон · США · 193,401 | Мэгуми Ито · Микако Котани · Япония · 185,467 |
| Группа     | Канада · 191,000                                   | США · 190,821                                    | Япония · 185,763                              |

## Прыжки в воду

### Мужчины
| Дисциплина   | Золото                      | Серебро                     | Бронза                      |
| Трамплин 3 м | Грег Луганис · США · 750,06 | Тань Ляндэ · Китай · 692,28 | Ли Хунпин · Китай · 642,06  |
| Вышка 10 м   | Грег Луганис · США · 668,58 | Ли Кунчжэн · Китай · 624,33 | Брюс Кимболл · США · 599,91 |

### Женщины
| Дисциплина   | Золото                     | Серебро                  | Бронза                         |
| Трамплин 3 м | Гао Минь · Китай · 582,90  | Ли Ихуа · Китай · 549,42 | Марина Бабкова · СССР · 525,21 |
| Вышка 10 м   | Чэнь Линь · Китай · 449,67 | Лу Вэй · Китай · 422,25  | Венди Виланд · США · 412,47    |

## Водное поло

### Мужчины
| Золото | Серебро | Бронза |
| Югославия · Драган Андрич · Перица Букич · Анте Васович · Мирко Вичевич · Веселин Джюхо · Милорад Кривокапич · Дени Лушич · Игор Миланович · Томислав Пашквалин · Зоран Петрович · Андрия Попович · Дубравко Шименц · Александар Шоштар | Италия · Джанни Авераймо · Марко Д’Альтруи · Паоло Кальдарелла · Алессандро Кампанья · Альфио Мизаджи · Андреа Пизано · Джузеппе Порцио · Стефано Постильоне · Антонелло Стеардо · Риккардо Темпестини · Паоло Трапанезе · Массимилиано Ферретти · Марио Фьорилло | СССР · Дмитрий Апанасенко · Евгений Гришин · Сергей Котенко · Георгий Мшвениерадзе · Евгений Шаронов · Шарофеев |

### Женщины
| Золото | Серебро                                        | Бронза |
| Австралия · Джуди Гейр · Аманда Лисон · Кэти Макадамс · Меган Мелончелли · Сэнди Миллс-О’Меллия · Линн Моррисон · Джеки Нортэм · Кэти Паркерс · Джанет Рэйнер · Дебби Уотсон · Камминс Хендли · Джулия Шеперд | Нидерланды · Грет ван ден Вен · Алиса Линдхаут | США ·  |